# 虫コミックス
虫コミックス（むしコミックス、MUSHI COMICS）は、かつて虫プロ商事から刊行されていた漫画の単行本レーベル。判型は新書判。1968年から刊行が開始されたが、虫プロ商事の倒産で刊行が停止された。

## 概要
1968年から刊行が開始されたが、わずか5年後の1973年、虫プロ商事の倒産の関係で刊行が停止してしまった。虫プロダクション創設者の手塚治虫の作品だけではなく、トキワ荘の寺田ヒロオ、石ノ森章太郎、藤子不二雄、赤塚不二夫、つのだじろう等、全78作品・全188冊という非常に多くの作品を刊行した。
なお、『ドラえもん』はこの虫コミックスで刊行予定だったが、その前に刊行停止となったため、てんとう虫コミックス（小学館）で刊行されることとなった。
2003年にテレビアニメ『悟空の大冒険』がDVD-BOX化された際、『COM』に掲載されていた出崎統によるコミカライズ版が189冊目の虫コミックスとして正式に発行され、封入特典の非売品という形であるが約30年ぶりの新刊発行となった。

## 刊行された漫画作品
- 赤塚不二夫
  - ユーラブミー君（全1巻）
  - ひみつのアッコちゃん（全3巻）
  - ヒッピーちゃん（全1巻）
- 石ノ森章太郎
  - 気ンなるやつら（全1巻）
  - 少年同盟（全3巻）
  - Sπ（全1巻）
  - 快傑ハリマオ（原作：山田克郎、全4巻）
- 板井れんたろう
  - ポテト大将（全1巻）
- 井出ちかえ
  - お山のポンタ（全1巻）
- 上田としこ
  - お初ちゃん（全1巻）
  - フイチンさん（全1巻）
  - ぼんこちゃん（全1巻）
- 大岡まち子
  - オトコの子ちゃん（原作：辻真先、全1巻）
- 貝塚ひろし
  - あばれ王将（全2巻）
  - くりくり投手（全1巻）
- 川崎のぼる
  - いなかっぺ大将（全6巻）
- 北島洋子
  - スィートラーラ（全1巻）
- 杉浦茂
  - 猿飛佐助（全1巻）
  - ドロンちび丸（全1巻）
- 関谷ひさし
  - ストップ!にいちゃん（全13巻）
  - イナズマ野郎（全1巻）
  - 少年No.1（全6巻）
  - ケンとすてきな仲間（全2巻）
  - リリーフサッちゃん（全1巻）
  - おはようケン（全1巻）
- 園山俊二
  - ギャートルズ（全1巻）
  - がんばれゴンベ（全3巻）
- 竹中きよし
  - 進め!ミロちゃん（全1巻）
- ちばてつや
  - ユカを呼ぶ海（全4巻）
  - ユキの太陽（全4巻）
  - ママのバイオリン（全4巻）
  - アリンコの歌（全3巻）
  - 1・2・3と4・5・ロク（全3巻）
  - テレビ天使（全3巻）
  - ハチのす大将（全1巻）
  - ちかいの魔球（原作：福本和也、全7巻）
  - 紫電改のタカ（全5巻）
  - 島っ子（全4巻）
- つのだじろう
  - あかね雲のうた（全1巻）
  - 忍者あわて丸（全2巻）
  - サムライの子（原作：山中恒、全1巻）
  - ルミちゃん教室（全1巻）
- 手塚治虫
  - エンゼルの丘
  - キャプテンKen（全2巻）
  - サンダーマスク
  - 双子の騎士（全1巻）
  - ロック冒険記（全1巻）
- 寺田ヒロオ
  - 背番号0（全2巻）
  - スポーツマン金太郎（全3巻）
- 永島慎二
  - 青春裁判（全1巻）
- 久松文雄
  - 冒険ガボテン島（全3巻）
- 日野日出志
  - 幻色の孤島（全1巻）
- 藤子不二雄
  - オバケのQ太郎（全12巻）
  - シルバークロス（全3巻）
  - パーマン（全4巻）
  - モジャ公（全2巻）
  - 21エモン（全3巻）
  - ウメ星デンカ（全3巻）
  - ビッグ1（全1巻）
- 堀江卓
  - 天馬天平（全1巻）
- 前谷惟光
  - ロボット三等兵（全5巻）
- 牧美也子
  - マキの口笛（全3巻）
- 益子かつみ
  - 怪球Xあらわる!（全1巻）
- 松本零士
  - 銀の谷のマリア（全1巻）
  - 電光オズマ（全2巻）
- 水木しげる
  - ゲゲゲの鬼太郎（全8巻）
- 水島新司
  - でっかいチビ（全1巻）
- ムロタニツネ象
  - わんぱくター坊（全3巻）
- 望月あきら
  - ミスサクラ（全1巻）
- 山根赤鬼
  - よたろうくん（全2巻）
- 横山光輝
  - 魔法使いサリー（全1巻）
  - おてんば天使（全4巻）
  - 五郎の冒険（全3巻）
- わちさんぺい
  - ナガシマくん（全1巻）
  - 火星ちゃん（全1巻）